# Albi di Morgan Lost - Night Novels
Albi del fumetto Morgan Lost - Night Novels pubblicati nel 2019 e 2020.
| Nr | Titolo                         | Data pubblicazione | Soggetto            | Sceneggiatura       | Disegni                                  | Copertina           |
| -- | ------------------------------ | ------------------ | ------------------- | ------------------- | ---------------------------------------- | ------------------- |
| 1  | Il fine ultimo della creazione | dicembre 2019      | Claudio Chiaverotti | Claudio Chiaverotti | Giovanni Talami                          | Fabrizio De Tommaso |
| 2  | Bloody Bunny                   | gennaio 2020       | Claudio Chiaverotti | Claudio Chiaverotti | Val Romeo                                | Fabrizio De Tommaso |
| 3  | Il libro dei morti             | febbraio 2020      | Claudio Chiaverotti | Claudio Chiaverotti | Antonello Becciu                         | Fabrizio De Tommaso |
| 4  | Max Wonder non deve morire     | marzo 2020         | Claudio Chiaverotti | Claudio Chiaverotti | Giovanni Talami, Alfredo Orlandi         | Fabrizio De Tommaso |
| 5  | Il ritorno di Anja             | aprile 2020        | Claudio Chiaverotti | Claudio Chiaverotti | Val Romeo                                | Fabrizio De Tommaso |
| 6  | Gli altri di noi               | maggio 2020        | Claudio Chiaverotti | Claudio Chiaverotti | Alfredo Orlandi                          | Fabrizio De Tommaso |
| 7  | Solo un'altra storia d'amore   | giugno 2020        | Claudio Chiaverotti | Claudio Chiaverotti | Matteo Mosca, Giovanni Talami            | Fabrizio De Tommaso |
| 8  | La mente di ghiaccio           | luglio 2020        | Claudio Chiaverotti | Claudio Chiaverotti | Val Romeo, Giovanni Talami, Matteo Mosca | Fabrizio De Tommaso |

## Il fine ultimo della creazione
A New Heliopolis si è insediato un nuovo Direttore del Tempio della Burocrazia, di cui Abel Krieger, attraverso la sua seconda personalità, diventa la segretaria. Dopo la strage degli amici cacciatori di taglie di Morgan Lost, Igraine è riuscita a salvarsi e si trova in ospedale. Nel frattempo Greta, mentre è in aeroporto per fuggire assieme a Morgan a Parigi, col loro bimbo in grembo, decide di non partire e abbandonarlo. Il cacciatore di taglie si mette quindi sulle sue tracce, incrociando la sua strada con un nuovo serial killer, Bloody Bunny, un uomo che pensa di avere una faccia da coniglio.

## Bloody Bunny
Morgan Lost è sulle tracce di Bloody Bunny, il nuovo serial killer di New Heliopolis che ha ferito Greta, alias Miss Wallendream, facendole perdere il bambino che aveva in grembo, figlio del cacciatore di taglie. Greta si riprenderà in ospedale, immemore, e sarà portata in Alabama dal nuovo Direttore del Tempio della Burocrazia, il quale lascerà il suo posto alla sua segretaria, alias Abel Krieger. Morgan Lost riuscirà infine a risolvere il caso, ma un nuovo serial killer è pronto a prendere il posto del suo predecessore.

## Il libro dei morti
Mentre Greta, ancora immemore, ma conscia di essere una serial killer, è ancora in Alabama assieme all'ex Direttore del Tempio della Burocrazia, Morgan Lost è impegnato a New Heliopolis nella caccia ad un nuovo serial killer che, avendo delle visioni del dio Anubi, lascia assieme ai cadaveri dei messaggi tratti dal Libro dei morti utilizzato nell'Antico Egitto. Nel frattempo il nuovo Direttore del Tempio della Burocrazia è bisognosa di riportare a New Heliopolis un omicida seriale del calibro di Wallndream, all'epoca definito la rockstar dei serial killer. 

## Max Wonder non deve morire
La moglie dell'attore che interpreta il supereroe Max Wonder in una serie televisiva, viene ritrovata morte all'interno della sua casa. I sospetti ricadono subito sull'uomo che, dopo aver fatto perdere le sue tracce, inizia ad uccidere tutte le persone collegate alla decisione di chiudere la serie di cui era protagonista, mentre la sua mente inizia a perdere lucidità, confondendo realtà e finzione credendo di essere realmente un supereroe dotato di superpoteri. Morgan Lost si mette sulle sue tracce, deciso a scoprire la verità, non essendo convinto che la moglie dell'attore sia stata uccisa proprio da lui.

## Il ritorno di Anja
Grazie ad un collegamento tra due dimensioni, Anja, la donna di cui Brendon è innamorato, viene catapultata da Nuova Inghilterra a New Heliopolis, mentre stava per cadere da un dirupo. Qui il suo destino si imbatte e si intreccia con quello di Morgan Lost, mentre uno strano individuo segue le tracce dei due. Dopo aver salvato Pandora da quest'ultimo, Morgan riesce a far ritornare Anja nella sua dimensione, salvandole la vita e stringendo un patto proprio con chi stava cercando di far uccidere entrambi.

## Gli altri di noi
Due copie di Morgan Lost e Pandora, uguali e contrarie come carattere, si aggirano per New Heliopolis dando la caccia agli originali. I due provengono da un universo parallelo in cui esistono queste copie che, quando i due mondi entrano a contatto, hanno la possibilità di andare nel mondo degli originali. Il loro piano è quello di ucciderli per poi sostituirsi a loro. Nel frattempo Morgan cerca di trovare una soluzione per pagare le cure mediche di una sua amica gravemente malata, scontrandosi con la burocrazia delle compagnie assicurative.

## Solo un'altra storia d'amore
Morgan Lost cerca di aiutare la serial killer Lullaby affinché la sua condanna alla pena di morte venga commutata in ergastolo, nel mentre la ragazza riceve in carcere le lettere d'amore da parte di Owen, un impiegato del catasto che si è innamorato della donna. Nel frattempo realtà alternative si intrecciano nella vita del cacciatore di serial killer, realtà in cui Lullaby e Owen hanno ruoli e posizioni differenti. Nel frattempo l'ex Direttore del Tempio della Burocrazia cerca di riprendere il suo posto a scapito di Amanda Lansdale, attuale Direttrice.

## La mente di ghiaccio
Amanda Lansdale, Direttrice del Tempio della Burocrazia, riesce a far trapiantare il cervello di Wallendream in un corpo creato in laboratorio, dando nuova vita alla rockstar dei serial killer. Le cose non vanno però come sperato e l'uomo, nella sua fuga, riesce a contattare Greta, ferire gravemente Regina e entrare in casa di Pandora. Morgan Lost cerca quindi di fermarlo, mentre l'ex Direttore riprende il proprio posto a scapito di Amanda Lansdale, che nel frattempo ritorna nelle sembianze di Abel Krieger, la sua seconda personalità. 